# André Relin
Pour les articles homonymes, voir Relin.
André Relin, né le 7 janvier 1911 à Yzeure et mort le 12 septembre 2001 à Vichy, à l'âge de 90 ans, est un musicien, compositeur et chef d'orchestre français.

## Études de musique
Il commence très jeune à étudier la musique. À l'âge de 11 ans, il est déjà soliste de la fanfare de Souvigny. Il commence ses études musicales vers 1925 à l'école de musique de Moulins. Il étudie le solfège avec M. Belin et le cornet à piston avec M. Octo. À 16 ans, il devient soliste de la Lyre Moulinoise dirigé par Paul André, ancien chef de musique militaire. À 18 ans, il intègre la classe de cornet à piston du Conservatoire National de Musique de Paris. Il y étudie pendant deux ans sous la direction de M. Foveau et en 1931, André Relin est lauréat du Premier Prix de Cornet.

## Début de carrière dans les cuivres
Âgé de 20 ans, il fait son service militaire et est intégré au 46e Régiment d'Infanterie à Paris où il y sera soliste.
Début 1932, il retourne dans l'Allier et s'installe à Vichy où il y a une place de soliste disponible à l'Harmonie Municipale de Vichy et à la Symphonie Vichyssoise. Il y passe brillamment le concours d'entrée. En 1936, il met ses talents au service de la musique : il devient professeur de la classe des cuivres au Conservatoire Municipal de Vichy où il enseigne dans des greniers poussiéreux puis plus tard dans de beaux locaux tout neufs mis à disposition par la ville.

## Captivité
En 1939, il est mobilisé au 321e Régiment d'Infanterie. Il y sera sous-chef de la musique régimentaire. Il est fait prisonnier en 1940 par les Allemands comme plus 2 millions de français et est envoyé en Allemagne au Stalag IV-A (en). Fin 1941, il prend la succession de MM. Thouvenel et Giot, rapatriés, à la direction de l'orchestre du Castel-Théâtre. Il participera à la 3e tournée des Kommandos avec la troupe de théâtre et y joue de la trompette. À cette période, il compose son œuvre la plus connue : Stalag IV A, une marche avec tambours, clairons et trompettes de cavalerie pour harmonie et fanfare. En 1943, il est transféré au Stalag IV B où il poursuivra son activité de chef d'orchestre. Il sera remplacé au Stalag IV A par Antoine Gilis. On peut citer plusieurs compositions de captivité : deux quatuors pour saxophones, une petite pièce pour clarinette, un poème symphonique "Koenigsmühle" et un pot-pourri d'airs folkloriques "En Bourbonnais".

## Carrière dans la musique
En 1945, à son retour de captivité il est nommé directeur de l'Orchestre Symphonique de Vichy et est provisoirement nommé directeur de l'Harmonie municipale de Vichy jusqu'à la nomination de M. Farigoul dont il prendra la suite officiellement en 1954. Il y poursuivra son activité de professeur. Dans le même temps, il poursuit également les enseignements au Conservatoire Municipal de Vichy où il dirige la classe de trompette et un cours d'ensemble.
Le 15 août 1958 (et globalement 2 fois par semaine), il joue avec l'Harmonie Municipale de Vichy dans les jardins de l'Hôpital Civil autour du Kiosque de la Source.
En 1971, il est nommé directeur du Conservatoire Municipal de Vichy, poste qu'il tiendra jusqu'à sa retraite en 1981. M. Fonta prendra sa succession comme il avait également pris la suite de la direction de l'Harmonie Municipale en 1977. Cette même année, Jean-Philippe Lecat, Ministre de la Culture et de la Communication lui décerne la Croix de Chevalier dans l'Ordre des Arts et des Lettres pour récompenser sa carrière au service de la musique. Il n'abandonnera tout de même pas la musique et restera deuxième chef d'orchestre de l'Harmonie Municipale de Vichy.